# Costa Wilkins

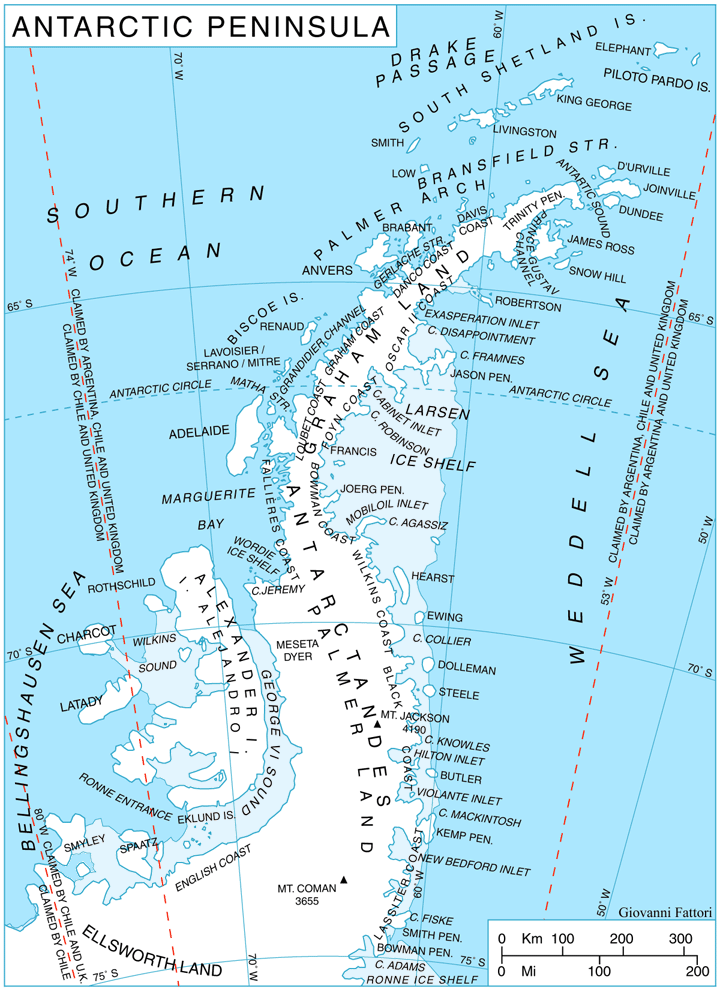
Localización de la costa Wilkins.

La costa Wilkins (del inglés: 'Wilkins Coast') es la porción de la costa oeste de la península Antártica (extremo noreste de la Tierra de Palmer), entre el cabo Agassiz (68°29′S 62°58′O / -68.483, -62.967), que la separa de la costa Bowman en la Tierra de Graham, y el cabo Boggs (70°33′S 61°23′O / -70.550, -61.383), límite con la costa Black. Los Antartandes separan a la costa Wilkins de las costas ubicadas del lado occidental de la península Antártica: la costa Fallières y la costa Rymill.
Frente a la costa Wilkins se hallan las islas Hearst y Ewing.
La costa fue nombrada por en Comité de Nombres Antárticos de los Estados Unidos en honor a Hubert Wilkins, quien el 20 de diciembre de 1928 voló desde la isla Decepción pasando por el estrecho Stefansson y la isla Hearst.
El cabo Agassiz se encuentra en el extremo de la península Hollick-Kenyon (o Kenyon) y fue descubierto en 1940 por la Expedición del Servicio Antártico de los Estados Unidos.
El 20 de abril de 1965 la Fuerza Aérea Argentina estableció en la isla la Estación de Apoyo de N.° 1 en la isla Hearst.

## Reclamaciones territoriales
La Argentina incluye a la costa Wilkins en el Departamento Antártida Argentina dentro de la Provincia de Tierra del Fuego, Antártida e Islas del Atlántico Sur; para Chile forma parte de la Comuna Antártica de la Provincia Antártica Chilena dentro de la Región de Magallanes y de la Antártica Chilena; y para el Reino Unido integra el Territorio Antártico Británico. Las tres reclamaciones están restringidas por los términos del Tratado Antártico.
Nomenclatura de los países reclamantes:
- Argentina: costa Wilkins
- Chile: Costa Wilkins
- Reino Unido: Wilkins Coast